# 石川県道103号鶴来水島美川線
石川県道103号鶴来水島美川線（いしかわけんどう103ごう つるぎみずしまみかわせん）は、石川県白山市白山町から同県能美郡川北町を経て、同県白山市美川中町を結ぶ石川県の一般県道（石川県道）である。

## 概要
- 起点：石川県白山市白山町204番1地先（＝白山町南交差点・国道157号、石川県道44号小松鳥越鶴来線交点）
- 終点：石川県白山市美川中町ヌ149番1地先（＝美川大橋詰交差点・石川県道25号金沢美川小松線、石川県道183号中町美川停車場線交点）

白山市鶴来地区と同市美川地区を結ぶ。当県道の北には石川県道58号鶴来美川インター線が並行するように指定されているものの、石川県道58号鶴来美川インター線がかつての石川郡山島村の中心地であった安吉（現在の白山市安吉町）や同郡石川村福留（現在の白山市福留町）を経由するのに対して、当県道は能美郡川北町東部の土室地区や県道名にも入っている石川郡石川村水島（現在の白山市水島町）を経由している。地勢上では手取川扇状地の扇頂部から河口部へ至る区間と並行している。

## 現況
全区間、両側2車線（片側1車線）の幅員がある。白山市明島（あからじま）町の石川県道105号松任鶴来線との交点や、能美郡川北町中島地内の町道との交差点2ヶ所や同町土室の草深南交差点、更にその北にある同地内の市道と交わる三叉路には、双方向とも当県道を標す案内標識が無い。また、草深南交差点以外のこれらの交差点では、当県道側ではなく白山市道または川北町道側が優先道路となっており、進行方向によっては一時停止を余儀なくされる。
重複区間を含め、歩道が各所に設置されているものの、白山市明島町の明島南交差点から同市漆島町の漆島南交差点の区間、能美郡川北町土室の草深集落北西端の三叉路から白山市番田町の区間、および同市美川中町から終点にかけては、歩道が設置されていない。終点手前にあるIRいしかわ鉄道線とはアンダーパスで交わっているものの、高さ制限が設けられており、高さ3.7m以上の自動車は通行できない。
地下水を水源とする消雪パイプが4,994m設置されている。このうち約89.3％にあたる4,464mが鶴来地区内に設置されており、そのほとんどが「鶴来山手バイパス」区間内に設置されているものである。

## 歴史
- 1960年（昭和35年）10月15日：路線認定。

## 接続道路
- 国道157号、石川県道44号小松鳥越鶴来線（白山市白山町・白山町南交差点：起点）
- 石川県道179号野々市鶴来線（白山市白山町・白山町交差点）
- 石川県道45号金沢鶴来線（白山市月橋町・月橋交差点）
- 石川県道105号松任鶴来線（白山市鶴来大国町、同市明島町・西鶴交差点）
- 国道157号（白山市明島町・明島南交差点）
- 川北大橋（石川県道22号金沢小松線・加賀産業開発道路）（白山市漆島町・漆島南交差点）
- 石川県道188号三反田松任線（能美郡川北町三反田・三反田北交差点）
- 石川県道22号金沢小松線、石川県道176号草深木呂場美川線（川北町山田先出・下先出交差点、同町土室草深・草深南交差点）
- 石川県道157号松任寺井線（白山市水島町・水島南交差点）
- 国道8号（国道305号重複）（白山市末正町・末正交差点）
- 石川県道176号草深木呂場美川線（白山市本吉町・美川中町交差点）
- 石川県道25号金沢美川小松線、石川県道183号中町美川停車場線、石川県道294号金沢小松自転車道線（白山市美川中町・美川大橋詰交差点：終点）

## 重複区間
- 石川県道105号松任鶴来線（白山市鶴来大国町・西鶴交差点 - 同市明島町）
- 石川県道22号金沢小松線（能美郡川北町山田先出・下先出交差点 - 同町土室草深・草深南交差点）

## 周辺
- 白山比咩神社
- 獅子吼高原
  - パーク獅子吼、スカイ獅子吼
- 石川県ふれあい昆虫館
- 白山警察署鶴来庁舎（旧・鶴来警察署）
- 白山野々市広域事務組合 鶴来消防署
- 石川県立鶴来高等学校
- IRいしかわ鉄道美川駅
- 手取川